# Institut Vila de Gràcia
Institut Vila de Gràcia és un institut d'ensenyament secundari de Barcelona inaugurat el curs 1992-1993 per a aplegar els alumnes excedentaris en altres centres d'ensenyament secundari del barri de Gràcia, tot i que des del curs 1986-1987, amb el nom d'Extensió núm. 1 de La Sedeta, ja s'impartien classes en uns barracons situats al carrer Secretari Coloma. És un centre petit. Hi estudien uns 300 alumnes i el Claustre està format per 36 professors i professores.
Hi ha cursos d'ensenyament secundari obligatori i de batxillerat. El 2003 va rebre la Medalla d'Honor de Barcelona en reconeixement de la tasca de pares, mares i professors en defensa de l'escola pública.
Les seves instal·lacions s'ubiquen en un edifici d'un modernisme tardà construït el 1922 per Manuel Joaquim Raspall per a ubicar el "Forn Sant Jaume" de Manuel Colom. Algun dels alumnes de renom fou el periodista i activista polític David Fernàndez.